# Silveirânia
Silveirânia é um município brasileiro do estado de Minas Gerais. 

## História
O município originou-se do antigo povoado de Santo Antônio dos Silveiras, que em 1890 tornou-se distrito do município de Rio Pomba. A alteração do nome para Silveirânia ocorreu em 1943, e a emancipação política deu-se em 1962. (ALMG)

## Geografia
O município localiza-se na Mesorregião da Zona da Mata e dista por rodovia 242 km da capital Belo Horizonte.

### Rodovias
O acesso rodoviário ao município é feito pelas rodovias MGC-265 e AMG-0505.

### Relevo, clima, hidrografia
A altitude da sede é de 500 m, e o ponto culminante do município tem a altitude de 978 m, na Serra da Mantiqueira. O clima é do tipo tropical de altitude com chuvas durante o verão e temperatura média anual em torno de 18 °C, com variações entre 13 °C (média das mínimas) e 24 °C (média das máximas). (ALMG) O município integra a bacia hidrográfica do rio Paraíba do Sul, sendo banhado pelo rio São Manuel.

### Demografia
Sua população recenseada em 2022 era de 2 323 habitantes. 

## Política
Desde janeiro de 2021 o município é administrado pelo prefeito Jânio David Lamas e pelo vice-prefeito Vinícius Coelho de Mello.